# Emma
Emma  è un nome proprio di persona italiano femminile.

## Varianti in altre lingue
- Ceco: Ema[2]
- Croato: Ema[2]
- Danese: Emma[2]
- Finlandese: Emma[2]
  - Ipocoristici: Emmi[2]
- Francese: Emma[2][6]
- Inglese: Emma[2][7]
  - Ipocoristici: Emmie[2][6], Emmy[2][6], Em[2][6]
- Islandese: Emma[2]
- Norvegese: Emma[2]
- Olandese: Emma[2], Ima[2]
  - Ipocoristici: Emmy[2]
- Portoghese: Ema[2]
- Rumeno: Ema
- Russo: Эмма (Ėmma)
- Slovacco: Ema[2]
- Sloveno: Ema[2]
- Spagnolo: Ema[2], Emma[2]
- Svedese: Emma[2][7]
- Tedesco: Emma[2]

## Origine e diffusione
Si tratta senza dubbio di un nome di origine germanica, attestato fin dal VII secolo in forme quali i femminili Emma, Imma, Ima e anche i maschili Immo ed Emmo. L'etimologia non è del tutto certa, ma generalmente viene considerato, al pari di Irma, un ipocoristico di altri nomi germanici comincianti con la radice irmin o ermen, come Ermengarda, Ermentrude ed Ermenegildo; essa vuol dire "grande", "potente" o anche "intero", "universale", ma può anche essere teoforica, e richiamare un nome alternativo del dio Odino, "Irmin".
Seguono poi una serie di ipotesi minoritarie, che lo riconducono al germanico amals o imme ("valoroso"), al norreno imr ("lupo"), o ancora ad una voce infantile onomatopeica simile al tedesco Amme, "mamma".
Il nome gode di buona diffusione in Italia, ed è stato continuativamente nella lista dei dieci nomi più usati per le neonate dal 2010.È attestata anche una forma maschile, "Emmo", comunque talmente rara che alcune fonti considerano il nome esclusivamente femminile.
In Inghilterra venne introdotto grazie ad Emma di Normandia che fu moglie di due re d'Inghilterra; divenne piuttosto comune dopo la conquista normanna e, durante il Medioevo, era generalmento usato in forme vernacolari quali Em, Emm ed Emme, con diminutivi quali Emmot, Emmet ed Emmett, oltre ad essere confuso con Amy; il nome, nella forma base Emma, venne ripreso nel XVIII secolo, forse anche grazie al poema di Matthew Prior Henry and Emma, e nuovo lustro gli venne dato da Emma Peel, personaggio della serie televisiva degli anni Sessanta Agente speciale. Emma è uno dei nomi più popolari attribuiti alle bambine nate negli Stati Uniti d'America, collocandosi tra i primi cinque continuativamente dal 2017.
Anche in Francia e in Germania è molto utilizzato, quest'ultimo nella top 10 dei nomi più dati alle bambine dal 2009.

## Onomastico
L'onomastico può essere festeggiato il 29 giugno in memoria di sant'Emma di Gurk, contessa di Friesach e fondatrice di svariati monasteri benedettini in Austria, oppure il 3 dicembre (19 aprile in alcuni calendari) in ricordo di sant'Emma di Lesum, o "di Brema" o "di Stiepel" o "di Sassonia", nobildonna, vedova e benefattrice.
Si segnala inoltre che alcune fonti agiografiche non ufficiali annoverano tra le sante, in data 31 gennaio, anche Emma di Baviera, regina consorte dei Franchi Orientali come moglie di Ludovico II il Germanico.

## Persone

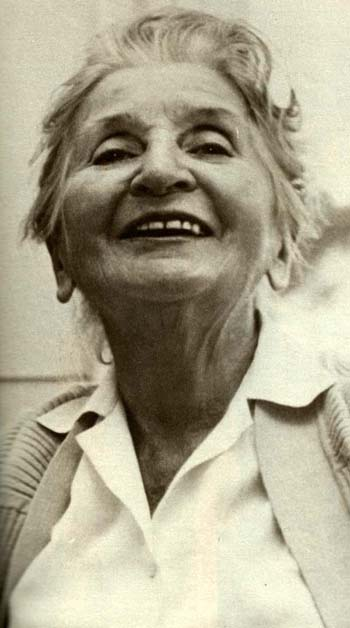
Emma Gramatica

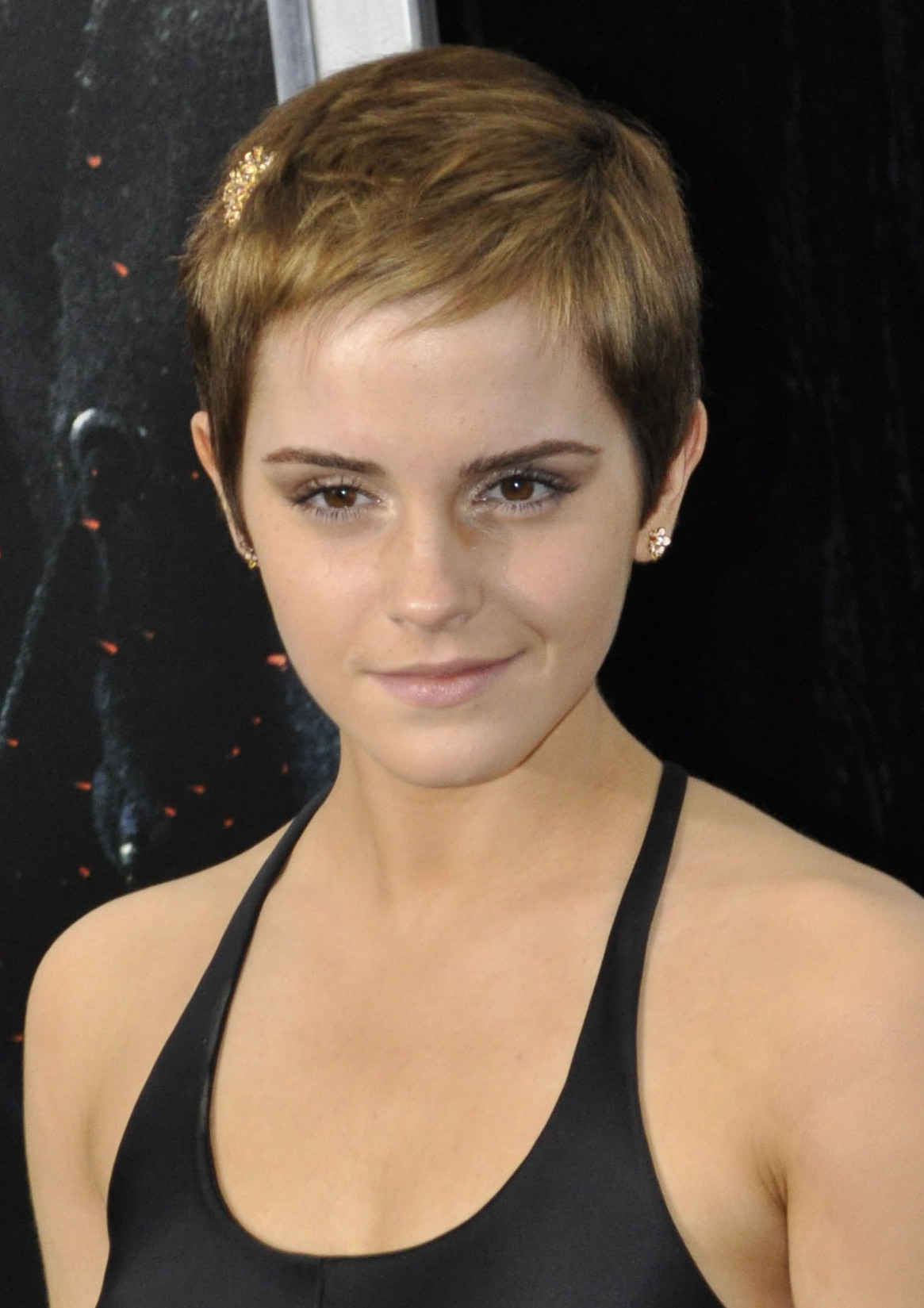
Emma Watson

- Emma, cantautrice e personaggio televisivo italiana
- Emma d'Altavilla, principessa siciliana
- Emma d'Italia, regina di Francia
- Emma di Waldeck e Pyrmont, moglie di Guglielmo III dei Paesi Bassi
- Emma di Anhalt-Bernburg-Schaumburg-Hoym, principessa tedesca
- Emma Abbott, soprano e impresaria teatrale statunitense
- Emma Baron, attrice italiana
- Emma Bonino, politica italiana
- Emma Bunton, cantautrice, conduttrice televisiva e conduttrice radiofonica britannica
- Emma Castelnuovo, matematica italiana
- Emma Danieli, attrice e annunciatrice televisiva italiana
- Emma Goldman, anarchica e attivista russa naturalizzata statunitense
- Emma Gramatica, attrice italiana
- Emma Hamilton, avventuriera britannica
- Emma Mackey, attrice ed ex modella francese
- Emma Marcegaglia, imprenditrice italiana
- Emma Marpillero, artista, poeta, scrittrice e insegnante italiana
- Emma Morano, supercentenaria italiana
- Emma Orczy, scrittrice britannica
- Emma Roberts, attrice e cantante statunitense
- Emma Stone, attrice statunitense
- Emma Thompson, attrice e sceneggiatrice britannica
- Emma Tillman, supercentenaria statunitense
- Emma Watson, attrice, modella e attivista britannica

### Variante Emmy
- Emmy, cantante albanese
- Emmy Clarke, attrice statunitense
- Emmy Destinn, soprano ceco
- Emmy Noether, matematica tedesca

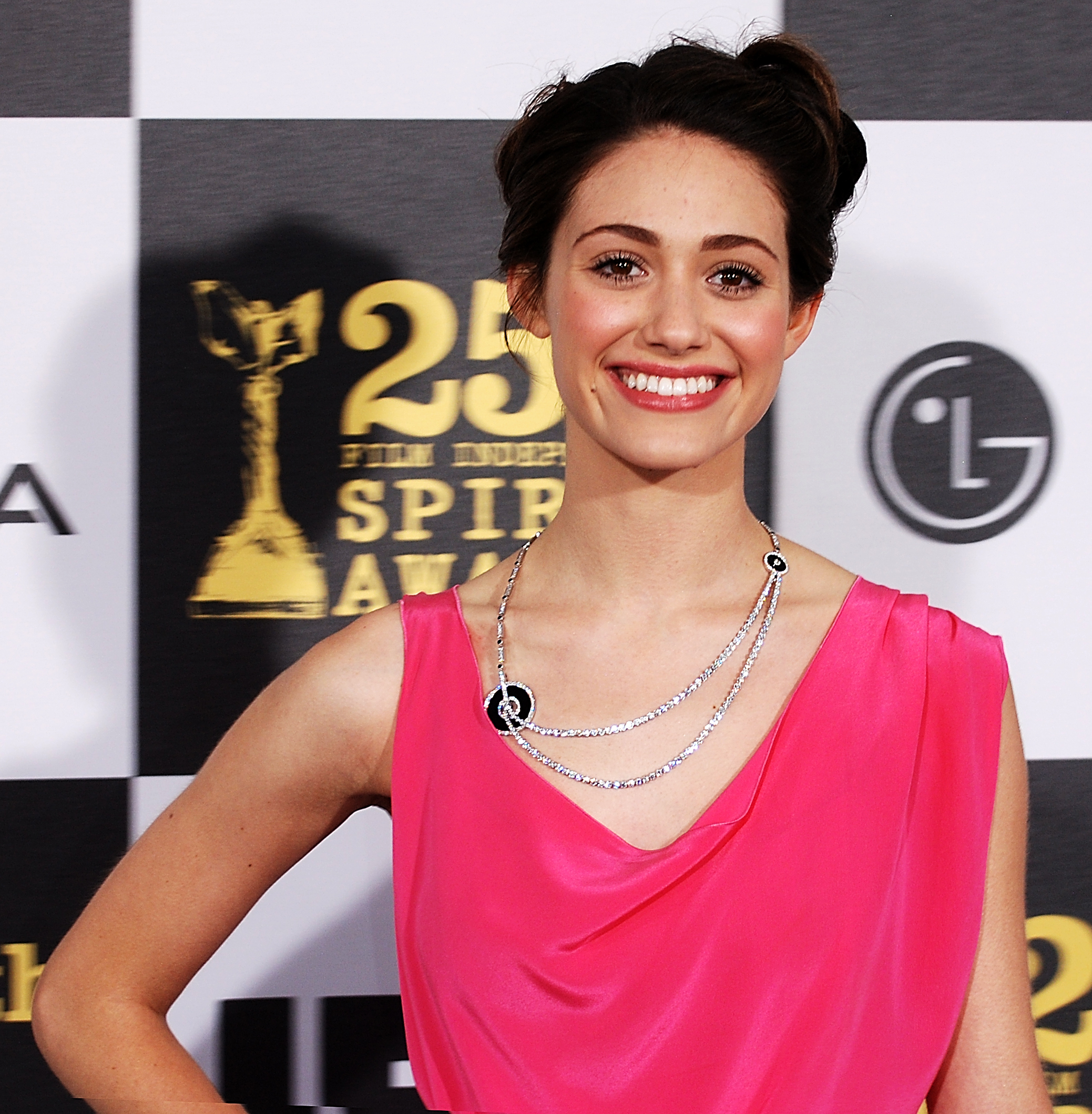
Emmy Rossum

- Emmy Rossum, attrice e cantante statunitense
- Emmy Sonnemann, attrice tedesca

### Altre varianti
- Ima, cantante canadese
- Ėmma Efimova, schermitrice sovietica
- Ema Jagodic, modella slovena
- Ema Stokholma, conduttrice televisiva e scrittrice francese naturalizzata italiana

## Il nome nelle arti
- Emma è un personaggio del film del [2003 Emma sono io, diretto da Francesco Falaschi.
- Emma è un personaggio del manga e dell'anime Emma - Una storia romantica.
- Emma è la protagonista del manga e anime The Promised Neverland.
- Emma Alonso è un personaggio della serie televisiva Emma una strega da favola.
- Emmy Altava è un personaggio della serie di videogiochi Professor Layton.
- Emma Bovary è il nome della protagonista del romanzo di Gustave Flaubert Madame Bovary.
- Emma Carstairs è la protagonista della trilogia di Shadowhunters - Dark Artifices, scritta da Cassandra Clare.
- Emma Contini è un personaggio della soap opera Un posto al sole.
- Emma Coolidge è un personaggio della serie televisiva Heroes.
- Emma Coriandoli è un personaggio interpretato da Maurizio Ferrini.
- Emma Corrigan è un personaggio del romanzo di Sophie Kinsella Sai tenere un segreto?.
- Emma Dinsmore è un personaggio del film del 2003 Alex & Emma, diretto da Rob Reiner.
- Emma Gilbert è un personaggio della serie televisiva H2O (serie televisiva)
- Emma Emmerich è un personaggio del videogioco Metal Gear Solid 2: Sons of Liberty.
- Emma Frost è un personaggio dei fumetti Marvel Comics.
- Emma Gilbert è un personaggio della serie televisiva H2O.
- Emma Missale è un personaggio della serie televisiva Camera Café.
- Emma Peel è un personaggio della serie televisiva Agente speciale.
- Emma Pillsbury è un personaggio della serie televisiva Glee interpretato da Jayma Mays.
- Emma Strobl Saalfeld è un personaggio della soap opera Tempesta d'amore.
- Emma Swan è un personaggio della serie televisiva C'era una volta.
- Emma Wheeler è un personaggio della serie televisiva Baby Daddy.
- Emma Woodhouse è un personaggio del romanzo di Jane Austen Emma e delle opere da esso tratte.
- Emma è la figlia di due personaggi della serie televisiva Friends, Ross Geller e Rachel Green.